# Mordor
Mordor (Nederlands: Het Zwarte Land, Engels: The Black Land) is het Land van het Kwaad uit de boeken van J.R.R. Tolkien, met name de In de ban van de ring-cyclus. De vele dienaren van Sauron, die in Mordor wonen, spreken de Zwarte Taal.

## Geografie
Mordor ligt in het zuidoosten van Midden-aarde, ingesloten tussen de Ephel Dúath (Schaduwbergen) en de Ered Lithui (Asbergen). In het noordwesten van Mordor liggen de plateaus van Gorgoroth en Udûn. Het zuidoosten van Mordor wordt Nurn genoemd.

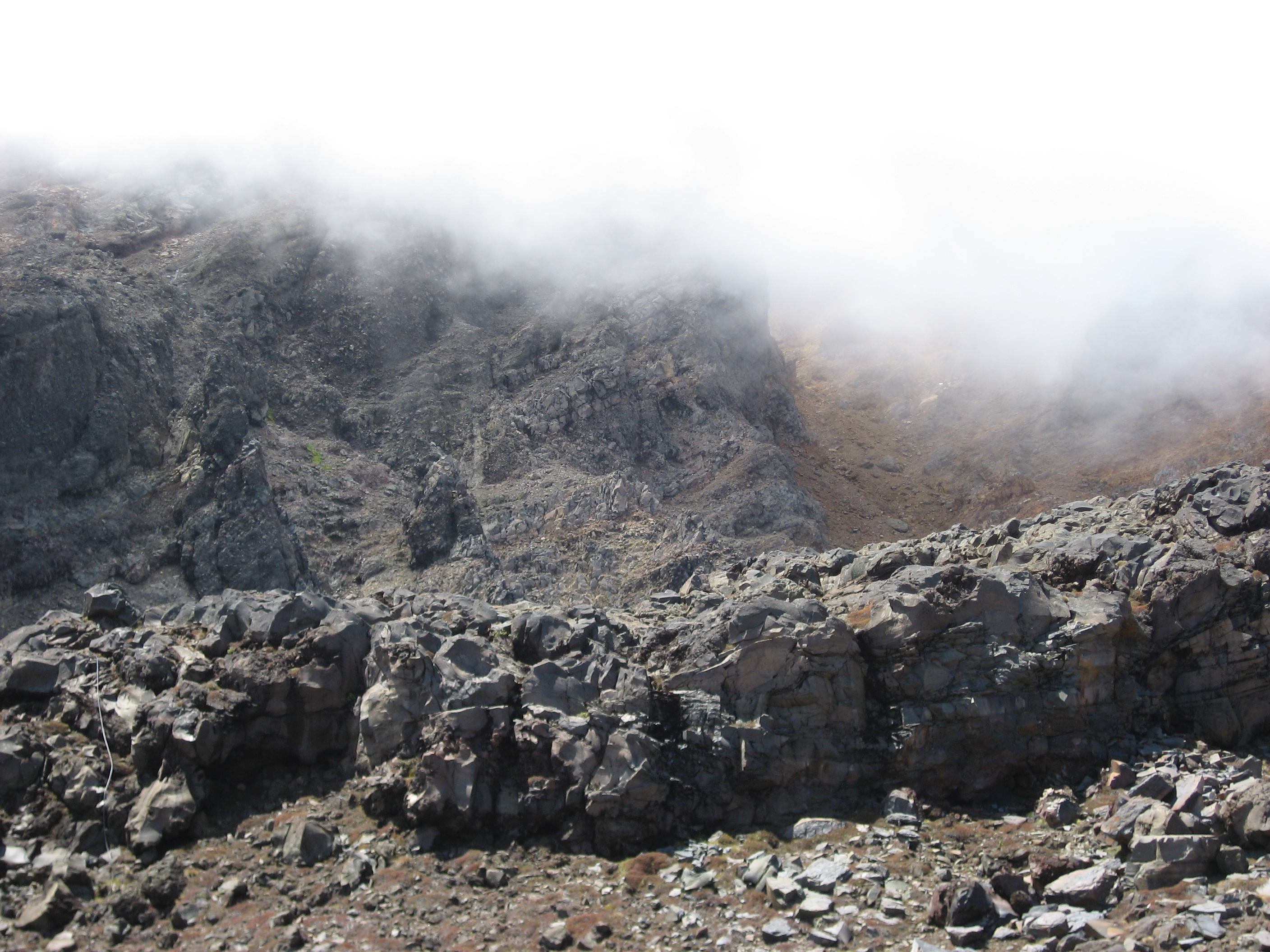
Het landschap van Mordor zoals het wordt weergegeven in de Lord of the Rings-filmtrilogie van regisseur Peter Jackson (Nationaal park Tongariro, Nieuw-Zeeland)

Aan de westkant zijn slechts twee toegangen tot Mordor: de Cirith Ungol of Spinnepas waar de spin Shelob huist, en de Cirith Gorgor of Spookpas die wordt afgesloten door de Morannon. Slechts via de Cirith Gorgor kan een leger Mordor in of uit, en het is niet verwonderlijk dat ten noorden daarvan het slagveld Dagorlad ligt. Het enige alternatief is om via een grote omweg door Nurn een van beide lange bergruggen om te trekken. Vanaf deze oostkant worden wel versterkingen uit Rhûn en Khand aangevoerd.

### Gorgoroth
Het Plateau van Gorgoroth omvat het grootste deel van het noordwesten van Mordor. Op het plateau bevindt zich de Doemberg. In het westen wordt het plateau begrensd door de heuvelrug de Morgai, waarachter de weg van Durthang naar de toren van Cirith Ungol loopt. In het noorden ligt de pas Carach Angren die Gorgoroth met het kleinere plateau Udûn in het noorden verbindt en ten oosten de vlakte Lithlad.

### Lithlad
De Lithlad (Nederlands: Asveld, Engels: Ash Plain) ligt ten oosten van Gorgoroth en ten zuiden van de Ered Lithui. In Lithlad ligt, op uitlopers van deze bergrug, de toren van Sauron: Barad-dûr.

### Udûn
Udûn, dat hel betekent, ligt in het uiterste noordwesten van Mordor. Het plateau heeft twee toegangen: in het zuidoosten de pas Carach Angren naar Gorgoroth en in het noordwesten de pas Cirith Gorgor naar de Dagorlad die wordt afgesloten en bewaakt door de Morannon, de Zwarte Poort van Mordor.
Het eerste fort van Morgoth: Utumno werd ook Udûn genoemd.

### Carach Angren
De Carach Angren (Nederlands: IJzeren kaken, Engels: Iron Jaws) of Isenmonde (Engels: Isenmouth) is de pas, tussen de Ephel Dúath en de Ered Lithui, die de plateaus van Gorgoroth en het kleinere Udûn ten noorden ervan verbindt. De pas was de enige verbinding met de Morannon en was daarom zwaar versterkt aan weerszijden. In de pas was een aarden wal aangelegd en een diepe gracht gegraven waarover slechts een brug was gebouwd. De enige met naam bekende versterking van de Isenmonde was Durthang op de Ephel Dúath.

### Nurn
De Vlaktes van Nurn vormen het zuidelijk en oostelijke deel van Mordor, gelegen rond de Zee van Nurnen (Nederlands: droevig water). Deze vlaktes worden bevloeid door een aantal rivieren, waardoor er landbouw mogelijk is.
De landbouw wordt bedreven door de lokale bevolking, die wordt aangevuld door de slaven die Sauron heeft buitgemaakt of die hij als oorlogsschatting krijgt. Dit volk wordt de Nurniags genoemd. Nadat Sauron aan het einde van de Derde Era verslagen is, bevrijdt koning Aragorn Elessar dit volk uit slavernij en verleent ze onafhankelijkheid.
Aman · Belegaer · Beleriand · Cuiviénen · Eriador · Forod · Gondor · Harad · Hildórien · Mordor · Númenor · Rhovanion · Rhûn